# Communauté de communes des Trois Rivières (Eure-et-Loir)
Die Communauté de communes des Trois Rivières ist ein ehemaliger französischer Gemeindeverband mit der Rechtsform einer Communauté de communes im Département Eure-et-Loir in der Region Centre-Val de Loire. Sie wurde am 13. Dezember 2001 gegründet und umfasste 15 Gemeinden. Der Verwaltungssitz befand sich im Ort Cloyes-sur-le-Loir.

## Historische Entwicklung
Mit Wirkung vom 1. Januar 2017 fusionierte der Gemeindeverband mit
- Communauté de communes du Dunois sowie
- Communauté de communes des Plaines et Vallées Dunoises

und bildete so die Nachfolgeorganisation Communauté de communes du Grand Châteaudun.
Gleichzeitig wurden aus allen bestehenden Mitgliedsgemeinden die beiden Communes nouvelles Commune nouvelle d’Arrou und Cloyes-les-Trois-Rivières gebildet.

## Ehemalige Mitgliedsgemeinden
1. Arrou
2. Autheuil
3. Boisgasson
4. Charray
5. Châtillon-en-Dunois
6. Cloyes-sur-le-Loir
7. Courtalain
8. Douy
9. La Ferté-Villeneuil
10. Langey
11. Le Mée
12. Montigny-le-Gannelon
13. Romilly-sur-Aigre
14. Saint-Hilaire-sur-Yerre
15. Saint-Pellerin